# Winton (Southland)
Winton es un pueblo rural en Southland, Nueva Zelanda. Se encuentra ubicado cerca del el este del río Oreti, 30 kilómetros al norte de Invercargill y 50 kilómetros al sur de Lumsden.
El nombre del pueblo proviene de Thomas Winton, un granjero local que vivió en el área en la década de 1850.
La localidad de Winton tiene una población de 2211 habitantes según el censo de 2013.
- Datos: Q1721802
- Multimedia: Winton, New Zealand / Q1721802